# Henry Scott (hrabia)
Henry Scott (ur. 1676, zm. 25 grudnia 1730), brytyjski arystokrata i wojskowy, młodszy syn Jamesa Scotta, 1. księcia Monmouth (nieślubnego syna króla Karola II) i Anne Scott, 1. księżnej Buccleuch, córki 2. hrabiego Buccleuch.
Tytuł hrabiego Deloraine wraz z dodatkowymi tytułami wicehrabiego Hermitage i lorda Goldielands otrzymał od królowej Anny 29 marca 1706 r. W 1710 r. uzyskał stopień generała-brygadiera. Był pułkownikiem 2. konnego regimentu Grenadierów Gwardii w latach 1715–1717, 16. regimentu pieszego w latach 1724–1730 i 7. regimentu konnego w 1730 r. W roku 1727 został awansowany do stopnia generała-majora.
W latach 1715–1730 pełnił funkcję Representative Peer dla Szkocji. W 1725 r. został odznaczony Orderem Łaźni.
W 1693 r. poślubił Ann Duncombe (1678 - 22 października 1720), córkę Williama Duncombe'a, Lorda Strażnika Irlandii. Henry i Ann mieli razem dwóch synów i córkę:
- Francis Scott (5 października 1710 - 11 maja 1739), 2. hrabia Deloraine, nie ożenił się i nie miał dzieci
- Henry Scott (11 lutego 1712 - 31 stycznia 1740), 3. hrabia Deloraine, ożenił się z Elisabeth Fenwick i miał dzieci
- Anne Scott (ur. ok. 1720, zmarła w dzieciństwie)

14 marca 1726 r. poślubił Mary Howard (1700 - 12 listopada 1744), córkę pułkownika Philipa Howarda i Mary Jennings. Henry i Mary mieli razem dwie córki:
- Georgiana Caroline Scott (luty 1727 - 13 października 1809), żona Jamesa Peacheya, 2. baron Selsey, miała dzieci
- Henrietta Scott

Hrabia Deloraine zmarł nagle w 1730 r. i został pochowany w Lidwell w Oxfordshire. Wszystkie tytuły przejął jego najstarszy syn.